# Xavier González Zirión
Xavier González Zirión (Ciudad de México, 24 de mayo de 1968) es un empresario farmacéutico y político mexicano. Como miembro del Partido Revolucionario Institucional (PRI), es diputado para el periodo de 2021 a 2024.

## Biografía
Es licenciado en Administración de Empresas con especialidad en finanzas y mercadotecnia por la Universidad Iberoamericana (UIA) y tiene una maestría en Finanzas por el Instituto Tecnológico Autónomo de México (ITAM). Se ha desempeñado como docente de la licenciatura en Mercadotecnia en la UIA.
Proveniente de una familia dedicada a lo largo de varias generaciones al negocio de las farmacia, ha sido durante gran parte de su vida profesional director general de «Farmacias El Fénix» y «Farmacias del Dr. Descuento». Son sus tíos Víctor González Torres, empresario del mismo ramo conocido popularmente como el «Doctor Simi» y Jorge González Torres, fundador y primer presidente del Partido Verde Ecologista de México (PVEM) y sus primos hermanos Jorge Emilio González Martínez, líder del PVEM, senador y diputado; y José Antonio Arévalo González, diputado en tres ocasiones.
Inició su participación política en las elecciones del Distrito Federal de 2012 como candidato de la coaición Compromiso por México formada por el PRI y el PVEM a jefe delegacional de Miguel Hidalgo. Obtuvo el tercer lugar en las preferencias electorales, tras el ganador Víctor Hugo Romo Guerrera candidata del PRD y Miguel Errasti Arango, candidato del PAN. En las elecciones de la Asamblea Constituyente de la Ciudad de México en 2016 intentó ser candidato independiente, pero no logró las firmas necesarias; y en 2018 intentó ser candidato independiente a Jefe de Gobierno de la Ciudad de México, sin lograr tampoco el registro de su postulación.
En las elecciones federales de 2021 fue postulado candidato de la coalición Va por México a diputado federal por el Distrito 16 de la Ciudad de México. Logró el triunfo obteniendo el 50.33% de los votos, frente al 38.92% su contrincante Lorena Villavicencio Ayala que postulada por la coalición Juntos Hacemos Historia buscaba su reelección en el cargo. En la LXV Legislatura ha sido secretario de la comisión de Salud; e integrante de las comisiones de Movilidad; de Zonas Metropolitanas; y, de Seguridad Social.